# テレビジョン放送
テレビジョン放送（テレビジョンほうそう）とは、テレビジョン（テレビ）による放送である。
なお、本項において引用の促音・拗音の表記は原文のまま記載する。

## 定義
日本の法令に定義するものには、放送法第2条第18号に「静止し、又は移動する事物の瞬間的影像及びこれに伴う音声その他の音響を送る放送（文字、図形その他の影像（音声その他の音響を伴うものを含む。）又は信号を併せ送るものを含む。）」がある。
総務省令電波法施行規則第2条第1項第28号にも同様に定義している。
電波法施行規則同条同項には関連する定義として
第28号の2 「標準テレビジヨン放送」とは、テレビジヨン放送であつて、高精細度テレビジヨン放送以外のものをいう。
第28号の3 「高精細度テレビジヨン放送」とは、テレビジヨン放送であつて、次に掲げるものをいう。
(1) 走査方式が1本おきであつて、一の映像の走査線数が1,125本以上のもの
(2) 走査方式が順次であつて、一の映像の走査線数が750本以上のもの
がある。

### 概説
定義にみる通り、テレビジョン放送は、 標準テレビジョン放送と高精細度テレビジョン放送に大別される。
放送法施行規則では別表第5号第5放送の種類による基幹放送の区分に
(4) テレビジョン放送
ア 高精細度テレビジョン放送を含むテレビジョン放送
イ 標準テレビジョン放送
があり基幹放送の種別の一つである。
また、同規則第2条第5号においては、
「有線テレビジョン放送」とは、テレビジョン放送による有線一般放送をいう。
第142条第2号には
エリア放送の種類
イにテレビジョン放送
があり、有線一般放送および地上一般放送の種別の一つである。
衛星一般放送については、総務省令衛星一般放送に関する送信の標準方式

第3条第1号の送信の方式において
標準テレビジョン放送等のうちデジタル放送に関する送信の標準方式

を用いるものとしている。
すなわち、基幹放送および一般放送における細別の一つである。

### 社会学的研究
法制度とは別途、20世紀後半、日本に限っても、ほとんどの人々が毎日約3時間、それ以前の歴史にはなかったメディア接触を行ったことは、社会学的に重要な研究が求められている。
たとえば、テレビに出るだけで「有名性」を獲得し、政治的、経済的、文化的なパワーを持つことは、20世紀後半からのきわめて短い歴史しか持たないにもかかわらず、そのことを多くの人が当然視している。この相対化、客観視はさほどたやすいことではないが、21世紀になってその状況が様々に研究されようと試みられている。